# Sclerenchymomyces
Sclerenchymomyces is een geslacht van schimmels uit de familie Leptosphaeriaceae. De typesoort is Sclerenchymomyces clematidis.

## Soorten
Volgens Index Fungorum telt het geslacht één soort (peildatum april 2024):
| Soortnaam                    | Auteur(s)             | Publicatiejaar |
| ---------------------------- | --------------------- | -------------- |
| Sclerenchymomyces clematidis | Phukhams. & K.D. Hyde | 2020           |